# Antoni Stadnicki (prezydent Radomia)
Antoni Stadnicki herbu Szreniawa bez Krzyża (ur. ok. 1757, zm. 26 marca 1832) – polski ziemianin, starosta zatorski, prezydent Radomia w 1794 roku.
Był synem Szymona Stadnickiego i Antoniny Dunin-Wąsowicz.
19 maja 1790 roku został odznaczony Orderem Świętego Stanisława, używał wtedy tytułu starosty zatorskiego. Podczas Sejmu Czteroletniego i z nadania konfederacji targowickiej w 1792 roku był asesorem z prowincji małopolskiej do Asesorii Koronnej. W 1792 roku brał udział w lutowym sejmiku powiatu radomskiego, na którym zaprzysięgano Konstytucję 3 maja. Osiadł w okolicach Radomia i 11 maja 1794 roku został obrany prezesem komisji porządkowej radomskiej i prezydentem Radomia, następnie 19 września 1794 generałem-majorem ziemiańskim powiatu radomskiego. Dalsze losy niezmiernie trudno ustalić, bo może być mylony z  Antonim Stadnickim ze Żmigrodu i Cieklina. Stadnicki był właścicielem Wieniawy, Brudnowa i Woli Brudnowskiej. W 1806 mieszkał czasowo z rodziną w Potoku w Lubelskiem, gdzie 17 kwietnia przyszedł na świat jego jedyny syn Juliusz z drugiego małżeństwa z Anielą Tryleską. Z pierwszego małżeństwa z Pudencjanną Walicką pozostawił córkę Apolonię Pelagię Różę (1789–1868), od 1818 w Zgromadzeniu Panien Kanoniczek w Warszawie, a od 1830 wizytkę (w zakonie Annę Pelagię) w Krakowie. Został pochowany w Wieniawie.